# V-League 2021/2022 (damer)
V-League 2021/2022 var den 18:e upplagan av tävlingen, som utser de sydkoreanska mästarna i volleyboll på damsidan. Tävlingen pågick från oktober 2021 till april 2022. GS Caltex Seoul KIXX var regerande mästare och Gwangju AI Peppers var nya för säsongen. Under omgång 6 avbröts först serien p.g.a. Covid-19 och därefter avslutades den utan att några mästare utsågs. 

## Lag
| Lag                                | Plats    | Stadium             | Kapacitet |
| ---------------------------------- | -------- | ------------------- | --------- |
| Daejeon KGC                        | Daejeon  | Chungmu Gymnasium   | 5 000     |
| Gimcheon Korea Expressway Hi-pass  | Gimcheon | Gimcheon Gymnasium  | 6 000     |
| GS Caltex Seoul KIXX               | Seoul    | Jangchung Gymnasium | 4 507     |
| Hwaseong IBK Altos                 | Hwaseong | Hwaseong Gymnasium  | 5 152     |
| Incheon Heungkuk Life Pink Spiders | Incheon  | Gyeyang Gymnasium   | 4 270     |
| Suwon Hyundai E&C Hillstate        | Suwon    | Suwon Gymnasium     | 4 317     |
| Gwangju AI Peppers                 | Gwangju  | Yeomju Gymnasium    | 8 500     |

## Regelverk
1. Poäng
2. Antal vunna matcher
3. Setkvot
4. Bollpoängskvot
5. Inbördes möten

- Om fyran kom inom tre poäng av trean spelades en extra seriematch mellan lagen.

Matcher vunna med 3–0 eller 3–1: 3 poäng för vinnaren, 0 poäng för förloraren

Matcher vunna med 3–2: 2 poäng för vinnaren, 1 poäng för förloraren

## Grundserien

### Tabell[6]
| Pos | Lag                           | S  | V  | F  | P  | SK    | BK    | Vidare till |
| --- | ----------------------------- | -- | -- | -- | -- | ----- | ----- | ----------- |
| 1   | Suwon Hyundai Hillstate       | 31 | 28 | 3  | 82 | 3,034 | 1,161 | Final       |
| 2   | Gimcheon Hi-pass              | 32 | 24 | 8  | 70 | 1,854 | 1,108 | Semifinal   |
| 3   | GS Caltex Seoul KIXX          | 31 | 20 | 11 | 62 | 1,972 | 1,102 | Semifinal   |
| 4   | Daejeon KGC                   | 32 | 15 | 17 | 46 | 0,917 | 0,990 |             |
| 5   | Hwaseong IBK Altos            | 32 | 11 | 21 | 31 | 0,634 | 0,944 |             |
| 6   | Incheon Heungkuk Pink Spiders | 33 | 10 | 23 | 31 | 0,566 | 0,922 |             |
| 7   | Gwangju AI Peppers            | 31 | 3  | 28 | 11 | 0,244 | 0,812 |             |

### Resultat
| Hemma \ Borta                 | SEL  | DEJ | HWA | INC | GIM  | SUW  | GWA |
| ----------------------------- | ---- | --- | --- | --- | ---- | ---- | --- |
| GS Caltex Seoul KIXX          | —    | 3–0 | 3–1 | 3–0 | 2–3  | 1–3  | 3–0 |
| Daejeon KGC                   | 3–1  | —   | 3–0 | 3–1 | 3–0  | 0–3  | 3–0 |
| Hwaseong IBK Altos            | 0–3  | 1–3 | —   | 1–3 | 1–3  | 1–3  | 1–3 |
| Incheon Heungkuk Pink Spiders | 0–3  | 0–3 | 0–3 | —   | 1–3* | 1–3* | 3–1 |
| Gimcheon Hi-pass              | 0–3  | 3–0 | 3–0 | 3–1 | —    | 0–3  | 3–0 |
| Swuon Hyundai Hillstate       | 3–0* | 3–1 | 3–1 | 3–1 | 3–0  | —    | 3–2 |
| Gwangju AI Peppers            | 0–3  | 1–3 | 2–3 | 1–3 | 1–3* | 0–3  | —   |

| Hemma \ Borta                 | SEL | DEJ | HWA | INC | GIM | SUW | GWA |
| ----------------------------- | --- | --- | --- | --- | --- | --- | --- |
| GS Caltex Seoul KIXX          | —   | 3–0 | -   | 3–0 | -   | 2–3 | -   |
| Daejeon KGC                   | -   | —   | 2–3 | -   | 1–3 | 3–2 | 3–1 |
| Hwaseong IBK Altos            | 3–0 | 3–1 | —   | 3–0 | 3–1 | -   | 3–0 |
| Incheon Heungkuk Pink Spiders | 0–3 | 3–0 | 3–1 | —   | 1–3 | 0–3 | -   |
| Gimcheon Hi-pass              | 0–3 | -   | -   | 3–0 | —   | 3–0 | 3–0 |
| Swuon Hyundai Hillstate       | -   | -   | 3–1 | -   | 3–2 | —   | -   |
| Gwangju AI Peppers            | 0–3 | 1–3 | -   | 3–1 | -   | 0–3 | —   |

| Hemma \ Borta                 | SEL | DEJ  | HWA | INC  | GIM | SUW  | GWA  |
| ----------------------------- | --- | ---- | --- | ---- | --- | ---- | ---- |
| GS Caltex Seoul KIXX          | —   | 3–1* | 3–0 | 3–0  | 1–3 | 1–3* | 3–0  |
| Daejeon KGC                   | 3–1 | —    | 3–0 | 1–3  | 1–3 | 0–3  | 3–0  |
| Hwaseong IBK Altos            | 0–3 | 3–0  | —   | 0–3  | 2–3 | 1–3  | 3–0  |
| Incheon Heungkuk Pink Spiders | 1–3 | 3–0  | 2–3 | —    | 1–3 | 0–3  | 3–1  |
| Gimcheon Hi-pass              | 3–1 | 3–0  | 3–0 | 3–1* | —   | 3–2  | 3–0* |
| Swuon Hyundai Hillstate       | 3–1 | 3–2  | 3–0 | 3–1  | 3–1 | —    | 3–0  |
| Gwangju AI Peppers            | 0–3 | 0–3  | 3–0 | 1–3  | 0–3 | 0–3  | —    |

## Slutspel
Inget slutspel genomfördes då säsongen avbröts under omgång sex p.g.a. Covid-19.

## Åskådare[7]
| Pos | Lag                                | Totalt  | Högsta | Lägsta | Snitt | +/-  |
| --- | ---------------------------------- | ------- | ------ | ------ | ----- | ---- |
| 1   | GS Caltex Seoul KIXX               | 19 895  | 1 712  |        | 1 421 | n/a† |
| 2   | Hwaseong IBK Altos                 | 23 696  | 1 657  |        | 1 394 | n/a† |
| 3   | Gyeongbuk Gimcheon Hi-pass         | 21 084  | 3 082  |        | 1 363 | n/a† |
| 4   | Incheon Heungkuk Life Pink Spiders | 21 299  | 2 610  |        | 1 331 | n/a† |
| 5   | Suwon Hyundai Hillstate            | 19 950  | 1 786  |        | 1 330 | n/a† |
| 6   | Gwangju AI Peppers                 | 21 000  | 2 422  |        | 1 313 | n/a† |
| 7   | Daejeon KGC                        | 20 880  | 2 571  |        | 1 228 | n/a† |
|     | Totalt serien                      | 148 524 | 3 082  |        | 1 340 | n/a† |

- De flesta matcherna spelades utan publik eller med begränsad publik

## Främsta poängvinnare[8]
| Pos. | Spelare               | Klubb                         | P   |
| ---- | --------------------- | ----------------------------- | --- |
| 1    | Laetitia Moma Bassoko | GS Caltex Seoul KIXX          | 819 |
| 2    | Kelsie Payne          | Gimcheon Hi-pass              | 775 |
| 3    | Katherine Bell        | Incheon Heungkuk Pink Spiders | 773 |
| 4    | Yaasmeen Bedart-Ghani | Suwon Hyundai Hillstate       | 674 |
| 5    | Jelena Mladjenović    | Daejeon KGC                   | 672 |
| 6    | Elizabet Inneh        | Gwangju AI Peppers            | 598 |
| 7    | Yang Hyo-jin          | Suwon Hyundai Hillstate       | 502 |
| 8    | Park Jeong-ah         | Gimcheon Hi-pass              | 440 |
| 9    | Kim Hee-jin           | Hwaseong IBK Altos            | 398 |
| 10   | Lee So-young          | Daejeon KGC                   | 377 |

## Omgångens spelare
| Runda | Spelare               | Klubb                   |
| ----- | --------------------- | ----------------------- |
| 1     | Yaasmeen Bedart-Ghani | Suwon Hyundai Hillstate |
| 2     | Yang Hyo-jin          | Suwon Hyundai Hillstate |
| 3     | Kelsie Payne          | Gimcheon Hi-pass        |
| 4     | Laetitia Moma Bassoko | GS Caltex Seoul KIXX    |
| 5     | Laetitia Moma Bassoko | GS Caltex Seoul KIXX    |
| 6     | -                     | -                       |

## Slutplaceringar
| Pos. | Team                          |
| ---- | ----------------------------- |
| 1    | Suwon Hyundai Hillstate       |
| 2    | Gimcheon Hi-pass              |
| 3    | GS Caltex Seoul KIXX          |
| 4    | Daejeon KGC                   |
| 5    | Hwaseong IBK Altos            |
| 6    | Incheon Heungkuk Pink Spiders |
| 7    | Gwangju AI Peppers            |